# Victor Gauthier
Victor Gauthier, de son nom complet Victor Auguste Gauthier, né le 5 mars 1837 à Tonnerre dans l'Yonne et décédé le 20 février 1911, est un paléontologue amateur français.